# Șarada (film din 1963)
Șarada (în engleză Charade) este un film american din 1963, regizat de Stanley Donen după un scenariu scris de Peter Stone și Marc Behm. Rolurile principale sunt interpretate de Cary Grant și Audrey Hepburn, alături de ei jucând și Walter Matthau, James Coburn, George Kennedy, Dominique Minot, Ned Glass și Jacques Marin. El face parte din patru categorii: thriller, film de dragoste, chick flick și comedie. 
Filmul este notabil pentru scenariu, în special replicile între Grant și Hepburn, pentru că a fost filmat la Paris, pentru muzica lui Henry Mancini și pentru titlurile animate realizate de Maurice Binder. Șarada este considerat "cel mai bun film în stilul lui Hitchcock pe care Hitchcock nu l-a făcut niciodată."

## Subiect
Regina "Reggie" Lampert întâlnește un străin fermecător, Peter Joshua, pe când se afla într-o vacanță la schi în Megève. Ea se întoarce la Paris, plănuind să-i ceară divorțul soțului ei Charles, dar descoperă că toate bunurile lor au dispărut. Poliția o anunță că Charles a fost ucis, aruncat dintr-un tren. Polițiștii îi dau Reginei geanta de călătorie a soțului ei. La înmormântare, Regina observă trei personaje ciudate, care au venit să vadă corpul, inclusiv unul care înțeapă cadavrul cu un ac și un altul care apropie o oglindă de gura și de nasul cadavrului, pentru a verifica dacă el este mort.
Ea este chemată la Ambasada americană, unde se întâlnește cu funcționarul CIA Hamilton Bartholomew. El o informează că Charles a fost implicat într-un furt în timpul celui de-Al Doilea Război Mondial. În calitate de membri ai OSS (predecesorul CIA), Charles, "Tex" Panthollow, Herman Scobie, Leopold W. Gideon și Carson Dyle au fost parașutați în spatele liniilor inamice pentru a livra 250.000 dolari în aur Rezistenței Franceze. În schimb, ei au îngropat aurul, însă au fost surprinși ulterior de o patrulă germană. Dyle a fost grav rănit și lăsat să moară, iar restul a scăpat. Charles s-a întors mai târziu, a dezgropat aurul și l-a vândut. El a fost ucis, dar banii nu s-au găsit asupra sa, iar guvernul SUA îi vrea înapoi. Reggie îi recunoaște pe indivizii ciudați de la înmormântare ca fiind "Tex" Panthollow, Herman Scobie și Leopold W. Gideon, din imaginile prezentate ei de către Bartholomew. El insistă că ea are banii, chiar dacă nu știe unde sunt.
Peter se oferă să o ajute. Reggie devine atrasă de el, chiar dacă el își schimbă numele (amuzând-o și producându-i simultan confuzie) și recunoaște nestingherit că și el umblă după banii răposatului ei soț. Partenerii mortului cred că Reggie știe unde sunt banii și-și cer partea. Fără știrea ei, Peter este asociat cu cei trei foști parteneri ai lui Charles (sub pseudonimul Alexander Dyle, fratele lui Carson), deși niciunul dintre bărbați nu are încredere în celălalt.
Ei încep să moară pe rând - mai întâi Scobie este găsit înecat într-o cadă de baie plină cu apă, apoi i se taie gâtul lui Gideon în timp ce acesta strănuta în lift. Reggie și Peter merg la locul ultimei întâlniri a lui Charles și găsesc o piață în aer liber. Ei sunt urmăriți acolo de Tex. Peter îl urmărește.
În cele din urmă, Tex este cel care-și dă seama unde sunt ascunși banii. El vede mai multe tarabe unde se vindeau timbre. Charles a achiziționat trei timbre rare și le-a lipit la vedere pe un plic chiar înainte de a se urca în tren pentru călătoria sa fatală. Plicul era în geanta sa de voiaj. Peter își dă seama de acest lucru și-l urmărește pe Tex înapoi în camera de hotel a lui Reggie. Ei constată că timbrele fuseseră tăiate de pe scrisoare.
Reggie le dăduse fiului prietenei ei pentru colecția sa de timbre. Din întâmplare, ea aleargă în piață și află că băiețelul vânduse timbrele mai departe. Din fericire, vânzătorul de timbre este cinstit. El calculează valoarea totală a acestora la 250.000 dolari și returnează timbrele lui Reggie.

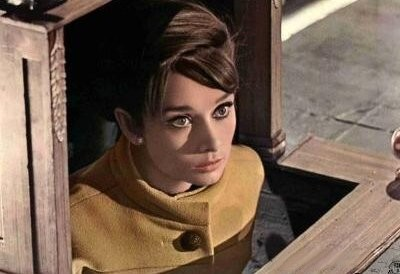
Reggie ascunzându-se de demascatul Carson Dyle.

Ea se întoarce la hotel și-l găsește pe Tex mort. Înainte de a muri, el a reușit să scrie în praf numele ucigașului său: "Dyle". Imaginându-și că Tex se referise la Alexander Dyle, Reggie telefonează speriată lui Bartholomew, care acceptă să se întâlnească cu ea. Când ea iese din hotel, Peter o urmărește pe străzile din Paris și apoi la metrou.
Peter o surprinde când Reggie se întâlnește cu Bartholomew. Ea se află la mijloc între cei doi bărbați. Peter îi spune că omul pe care ea îl crezuse a fi Bartholomew este adevăratul Carson Dyle și că el este cel care i-a ucis pe ceilalți. Urmărirea se încheie cu moartea lui Dyle.
Reggie insistă pentru returnarea timbrelor autorităților competente. Peter refuză să o însoțească în interiorul biroului de la ambasadă. Atunci când ea se duce acolo, este șocată să-l găsească pe Peter (al cărui nume real se dovedește a fi Brian Cruikshank) șezând în spatele biroului. După ce-i dovedește ei că el este de fapt un funcționar guvernamental responsabil cu recuperarea banilor, el promite să se căsătorească cu ea ... după ce ea îi dă timbrele.
Filmul se încheie cu o secvență care arată fotografii flashback ale tuturor identităților lui Brian, în timp ce Reggie îi spune că speră că vor avea o mulțime de băieți, pentru a le pune acestora toate numele lui Cruikshank.

## Distribuție

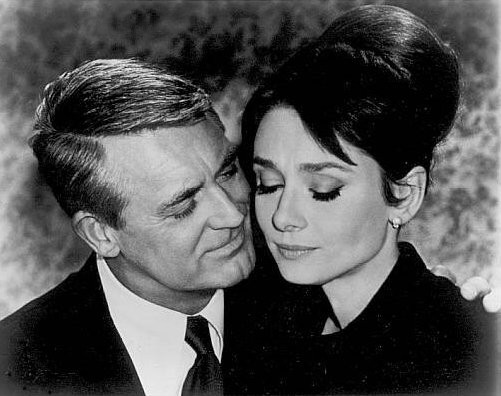
Cary Grant şi Audrey Hepburn

- Cary Grant - Brian Cruikshank (alias Peter Joshua, alias Alexander Dyle, alias Adam Canfield)
- Audrey Hepburn - Regina "Reggie" Lampert
- Walter Matthau - Carson Dyle (alias Hamilton Bartholomew)
- James Coburn - Tex Panthollow
- George Kennedy - Herman Scobie
- Dominique Minot - Sylvie Gaudel
- Ned Glass - Leopold W. Gideon
- Jacques Marin - inspectorul Edouard Grandpierre
- Paul Bonifas - dl. Felix - vânzătorul de timbre
- Thomas Chelimsky - Jean-Louis Gaudel

## Producție
Atunci când scenariștii Peter Stone și Marc Behm au trimis scenariul The Unsuspecting Wife la Hollywood, ei nu au putut să-l vândă. Stone l-a transformat apoi într-un roman, reintitulat Șarada, pentru care a găsit un editor și a fost, de asemenea, serializat în revista Redbook, ca și multe alte romane de atunci. În Redbook, el a atras atenția acelorași companii de la Hollywood pe la care trecuse mai devreme. Drepturile de ecranizare au fost rapid vândute producătorului/regizorului Stanley Donen. Stone a scris apoi scenariul final, adaptat pentru starurile Cary Grant și Audrey Hepburn, cu Behm fiind creditat în calitate de coautor al poveștii.
Hepburn a filmat în toamna anului 1962, imediat după Paris When It Sizzles, la care filmase în acea vară în aceleași locații din Paris, dar dificultățile de producție au determinat ca acel film să fie lansat la patru luni după Șarada.
Când filmul a fost lansat în preajma Crăciunului anului 1963, replica lui Audrey Hepburn, "în orice moment, am putea fi asasinați", a fost dublată pentru a deveni "în orice moment, am putea fi eliminați", ca urmare a asasinării recente a președintelui John F. Kennedy. Cuvântul modificat s-a remarcat destul de clar și toate versiunile oficiale ale filmului au restaurat dialogul inițial, deși unele secvențe din domeniul public luate de la lansarea originală continuă să conțină linia dublată.
Cary Grant (care avea 59 de ani la acel moment) a fost sensibil la diferența de vârstă dintre el și Audrey Hepburn (34 ani), iar acest lucru i-a creat un disconfort cu privire la relația romantică dintre ei. Pentru a-i satisface îngrijorarea, realizatorii filmului au convenit să adauge mai multe linii de dialog, în care personajul interpretat de Grant face comentarii cu privire la vârsta lui, iar Regina - personajul interpretat de Hepburn - este descrisă ca fiind cea care-l urmărește. 
Scenaristul Peter Stone și regizorul Stanley Donen au un rol comun neobișnuit în film. Atunci când Reggie merge la Ambasada SUA pentru a se întâlni cu Bartholomew, doi oameni intră în lift când ea iese. Omul care spune "l-am păcălit pe bătrân la ultimul pot —  cu o pereche de doiari" este Stone, dar vocea este a lui Donen. Vocea lui Stone este folosită mai târziu de pușcașul marin american, care păzea clădirea Ambasadei la sfârșitul filmului.

## Premii
Grant și Hepburn au fost nominalizați pentru Premiul Globul de Aur pentru cel mai bun actor într-un muzical/comedie, respectiv cea mai bună actriță într-un muzical/comedie. Melodia principală compusă de Henry Mancini, cu versuri de Johnny Mercer, a fost nominalizată la Premiul Oscar pentru cea mai bună melodie originală în 1964. Scenaristul Stone a primit în 1964 Premiul Edgar din partea Mystery Writers of America pentru cel mai bun scenariu de film. Hepburn a câștigat Premiul BAFTA pentru cea mai bună actriță.
Clasamente American Film Institute
- 2000 AFI's 100 Years...100 Laughs Nominalizat
- 2001 AFI's 100 Years...100 Thrills Nominalizat
- 2002 AFI's 100 Years...100 Passions Nominalizat
- 2005 AFI's 100 Years of Film Scores Nominalizat

## Remake-uri
- Kokhono Megh (1968) - adaptare în bengali, cu Uttam Kumar și Anjana Bhowmik.[4]

- Somebody Killed Her Husband (1978) - adaptare liberă, cu Farrah Fawcett și Jeff Bridges. Difuzat în Japonia, sub titlul Charade '79.

- The Truth About Charlie (2002) - cu Mark Wahlberg și Thandie Newton. Regizat de Jonathan Demme. Lui Peter Stone i-a displăcut atât de mult remake-ul că a refuzat să fie trecut pe generic cu numele său, el fiind trecut ca Peter Joshua, unul dintre pseudonimele personajului interpretat de Grant în Șarada.[5]

- Chura Liyaa Hai Tumne (2003) - adaptare în hindi, cu Esha Deol și Zayed Khan. Regizat de Sangeeth Sivan.

## Statutul de film aflat în domeniul public
Înainte de 1978, legea dreptului de autor din SUA cerea ca operele artistice să includă cuvântul "Copyright", prescurtarea "Copr." sau simbolul "©".  Deoarece Universal Pictures nu a inclus o precizare a dreptului de autor propriu cu Șarada, filmul a intrat domeniul public în Statele Unite ale Americii imediat după difuzarea sa. Copii ale acestui film, de diferite calități, au fost disponibile pe VHS și DVD ca urmare a statutului său de film aflat în domeniul public. Cu toate acestea, în timp ce filmul în sine este în domeniul public, muzica originală rămâne sub drepturi de autor. 
Universal a lansat o casetă VHS originală a filmului, după pelicula originală. Totuși, când a fost lansat DVD-ul, ei au acordat licența companiei The Criterion Collection. Concurând cu zeci de versiuni neoficiale, versiunea mai scumpă Criterion din 2000 conține singurul transfer autorizat profesional al filmului pe DVD. Universal a scos în cele in urmă o versiune pe DVD cu secvențe bonus incluzând lansarea remake-ului The Truth About Charlie (2002). Filmul este disponibil pentru descărcare gratuită la Internet Archive.
Criterion a scos din nou DVD-ul în 2004 cu un transfer nou de 16x9 și cu culori mai clare, iar apoi a lansat un Blu-Ray în 2010.

## Vezi și
- Lista Time cu cele mai bune 100 de filme din toate timpurile